# Guinau
El guinau (guainavis, guainares) és una llengua extingida de les llengües arawak de l'Alt Amazones que s'havia parlat als marges del riu Negro, a l'estat de l'Amazones (Brasil). Kaufman la va classificar dins del grup baré com a part del grup Alt Amazones Central, mentre que Aikhenvald no la diferenciava de la llengua baré.

## Préstecs
Algunes paraules ye'kwana (família carib) prestades del guinau (o altres llengües arawak) (Ramirez 2019: 593; 2020: 69):
| Portuguès                 | Guinau     | Yekuana            |
| ------------------------- | ---------- | ------------------ |
| fetge                     | jewana     | j-eewanɨ “coração” |
| llúdria                   | dzalu      | sado-do            |
| gallet de roca dels Andes | kwano      | kawana-du          |
| papagai                   | kulewa     | kudewa             |
| Voltor del Nou Món        | kurumu     | kuduumə            |
| urubu                     | karakarali | kadakadaadi        |
| nyam                      | wajana     | wajana             |
| buriti                    | kube       | kuwai              |
| peneira                   | manari     | manaadi            |
| tanga                     | waiku      | wajuuku, etc.      |